# Krimčaci
Krimčaci (jezik krimčak: кърымчахлар) židovske su etnoreligijske zajednice na Krimu koje su formirali sljedbenici rabinskog judaizma koji govore turkijskim jezicima. Povijesno gledano, živjeli su u neposrednoj blizini Karaima, koji slijede karaitski judaizam.
U početku je Krimčak bio ruski opis koji se koristio za razlikovanje od njihovih istovjeraca Aškenazi Židova, kao i od drugih židovskih zajednica u bivšem Ruskom Carstvu, poput gruzijskih Židova, no u drugoj polovici 19. stoljeća to su ime prihvatili sami Krimčaci. Prije toga, njihov samonaziv bio je „Djeca Izraela”. Krimski Tatari zvali su ih („Židovi s pejotom”) kako bi ih razlikovali od Karaima, koji su se zvali („Židovi bez pejota”). Pejot su kovrčavi zulufi.

## Jezik
Krimčaci govore modificirani oblik krimskotatarskog jezika, koji se naziva jezik krimčak. Prije Ruske revolucije 1917., Krimčaci su bili djelomično dvojezični: govorili su krimčakom, a istovremeno su uglavnom koristili hebrejski za svoj vjerski život i za pisanu komunikaciju. Do Drugog svjetskog rata držali su se svog turkijskog jezika, ali su kasnije počeli gubiti svoj jezični identitet. Sada pokušavaju oživjeti svoj jezik. Mnoge jezične značajke krimčaka mogu se pronaći u krimskotatarskom jeziku. Osim toga, sadrži brojne hebrejske i aramejske strane riječi i tradicionalno je pisan hebrejskim slovima (sada se piše ćirilicom).

## Porijeklo
Podrijetlo Krimčaka rezultat je različitog podrijetla čiji su preci uključivali: sefardske i aškenaske Židove, te Židove iz Bizantskog Carstva, Genove, Gruzije i drugdje.
Židovske zajednice postojale su u mnogim grčkim kolonijama u regiji tijekom kasnog klasičnog razdoblja. Nedavno iskopani natpisi na Krimu otkrili su prisutnost Židova barem još u 1. stoljeću pr. Kr. 
U kasnoj klasičnoj eri, regija je doživjela velike promjene, jer su Krim okupirali: Goti, Huni, Bugari, Hazari i drugi narodi. Židovski trgovci poput Radhanita počeli su razvijati opsežne kontakte u pontskoj regiji tijekom tog razdoblja i vjerojatno su održavali bliske odnose s proto-Krimčak zajednicama. Vjeruje se da je hazarska dominacija na Krimu tijekom ranog srednjeg vijeka imala barem djelomičan utjecaj na demografiju Krimčaka.

## Kultura
Prakticiraju pravoslavni ili talmudski judaizam. Njihov jedinstveni nusah, ili molitvenik, poznat kao Nusah Kaffa, pojavio se tijekom 16. stoljeća. Kaffa je bilo prijašnje ime krimskog grada Feodosije.
Tradicionalna zanimanja Krimčaka uključivala su: poljoprivredu, trgovinu i vinogradarstvo.
Odjeća i običaji Krimčaka sličili su onima obližnjih Karaima i Krimskih Tatara.
Krimčaci su sebe smatrali zasebnom skupinom i rijetko su se ženili s Karaimima i Krimskim Tatarima. 